# Новий Донбас (організація)
Новий Донбас — українська неурядова організація, заснована 2014 року. Метою організації є відновлення життєдіяльності і налагодження суспільного діалогу на Донбасі. Основними напрямками діяльності — допомога школам, постраждалим внаслідок бойових дій, а також залучення дітей з Луганської та Донецької областей і дітей-переселенців до різноманітних культурних ініціатив. Голова організації — Лариса Артюгіна.

## Заснування
Ідея створення проекту виникла під час поїздок Лариси Артюгіної в зону бойових дій як режисера Вавилон'13. Під час однієї з поїздок до неї звернувся боєць добровольчого батальйону із проханням допомогти відновити його рідну школу, в місті Миколаївка. Одним із перших учасників проекту був актор Олександр Фоменко, який став головним менеджером «Нового Донбасу» в перший рік діяльності проекту.

## Діяльність

### Миколаївка
Робота проекту почалася з відновлення школи № 3 міста Миколаївка. Перша поїздка була в 5-20 жовтня 2014. Проект фінансово підтримала компанія Horizon Capital, яка надала кошти на будівельні матеріали.
Окрім фізичного відновлення школи активісти також проводили різні культурні активності для учнів школи. В проекті взяли участь відомі митці, зокрема Римма Зюбіна. Наталя Ворожбит і німецький режисер Георг Жено після участі в цьому проекті поставили разом із учнями школи п'єсу «Миколаївка» в рамках «Театру Переселенця», а згодом зняли на її основі фільм. 
В ході роботи в Миколаївській школі було знято документальний фільм «Богданове щастя»

### Станично-Луганський район
У вересні-грудні 2015 року організація працювала в трьох школах Станично-Луганського району Луганської області: в с. Нижньотеплому, Плотині, та Кіндрашівській школі Станиці Луганської. Організація допомогла відновити школи, а також активісти проводили різні майстер-класи для дітей. Серед волонтерів, що брали участь у роботі в цих школах, були митці, зокрема художниця Анастасія Рожкова та драматург Діма Левицький.

### Будинок вільних людей
У вересні 2015 — липні 2016 року «Новий Донбас» спільно з організаціями «Восток-SOS», «КримSOS» та «Центр зайнятості Вільних людей» брав участь у діяльності центру допомоги переселенцям «Дім вільних людей».

### Кінотабір миру
Влітку 2016 року «Новий Донбас», разом із організацією «Жовтий автобус», провели «Кінотабір миру» для дітей, які мешкають на прифронтових територіях або стали внутрішньо переміщеними особами. Протягом двох тижнів професіонали у сфері режисури, операторського мистецтва тощо навчали дітей знімати кіно.

### «Мандрівний табір Миру»
Табір був організований на території Кузні Уніж (каньйон р. Дністер) та у таборі "Грін Парк" (смт Сергіївка, Одеської обл.). Учасниками стали підлітки з прифронтових територій переселенці та діти загиблих під час бойових дій. У таборі брало участь 27 осіб різного віку від 11  до 17 років. Учасники протягом 2 тижнів мандрували Україною, побували у Дністровському каньйоні та на Чорному морі, відвідали Хотинську, Кам"янець-Подільску, Аккерманську фортецю, вивчали історію, вчилися основам фотомистецтва, а також відеомистецтва, проводили дискусії, кожного дня рефлексували з психологом Сусанною Ангеловою.

### «Майстерня творчості та миру»
Влітку 2018 року «Новий Донбас» за фінансової підтримки Посольства Литви в Україні організував двотижневий проект «Майстерня Творчості та Миру — Посмішка Проти Війни», у якому взяли участь підлітки від 12 до 16 років, яких торкнулася війна на сході України. 

### Мистецтво миру
У 2018 році "Новий Донбас" за підтримки Українського культурного фонду проводив проект "Мистецтво Миру" - створення муралів у Станиці Луганській та Щасті.